# Cymoninus sechellensis
Cymoninus sechellensis är en insektsart som först beskrevs av Ernst Evald Bergroth 1893.  Cymoninus sechellensis ingår i släktet Cymoninus och familjen Ninidae. Inga underarter finns listade i Catalogue of Life.